# Liste der Gemeinden in Österreich
Dies ist eine Zusammenstellung von Listen der Gemeinden in Österreich – sortiert nach Bundesland:

## Gemeinden
- Liste der Gemeinden im Burgenland
- Liste der Gemeinden in Kärnten
- Liste der Gemeinden in Niederösterreich
- Liste der Gemeinden in Oberösterreich
- Liste der Gemeinden im Land Salzburg
- Liste der Gemeinden in der Steiermark
- Liste der Gemeinden in Tirol
- Liste der Gemeinden in Vorarlberg
- Wiener Gemeindebezirke

## Marktgemeinden
- Liste der Marktgemeinden im Burgenland
- Liste der Marktgemeinden in Kärnten
- Liste der Marktgemeinden in Niederösterreich
- Liste der Marktgemeinden in Oberösterreich
- Liste der Marktgemeinden im Land Salzburg
- Liste der Marktgemeinden in der Steiermark
- Liste der Marktgemeinden in Tirol
- Liste der Marktgemeinden in Vorarlberg